# 프로젝트 관리 전문가
프로젝트 관리 전문가(Project Management Professional; PMP 또는 Project Management Officer; PMO)는 미국의 비영리 단체인 프로젝트 관리 협회(PMI)가 주최하는 프로젝트 매니지먼트에 관한 국제자격이다. 영국에서 개발된 프로젝트 관리 전문가 PRINCE2  와 상호 유사한 분야의 프로젝트 관리 전문가 자격증이며, 지역적으로 미국인지 영국인지에 따라서 필요한 자격증의 종류가 구분된다.  이 자격증을 필요로하는 대상은, 시스템 개발 계획을 원활히 운영하는 책임자, 이른바 프로젝트 관리자이다.

## 시험
프로젝트 관리 전문가는 기업의 프로젝트를 기획하고 감독, 완수하는 과정에서 총체적인 관리자로 인정되면서 자격제도가 만들어지는 동시에 1984년부터 미국의 PMI(Project Management Institute)에서 국제적으로 주관하여 프로젝트 관리자의 능력을 인증해 주는 자격 인증 제도로 발전되었다.
자격시험은 프로젝트 관리에 종사하는 사람들이 체계적인 PM 기법을 갖추도록 하자는 취지로 시작되었으며, PM 실무 경력이 4,500시간 이상 되어야 응시할 수 있다.
시험은 컴퓨터로 치러지고 결과를 그 자리에서 곧바로 알 수 있다. 선다형 문제 200문항을 4시간 동안 푼다. 시험의 기본언어는 영어이며, 시험 신청 시 1개 국어(예:한국어) 추가가 가능하다. 다만 이중 25문항은 채점과 상관없는 더미(dummy) 문제이다.

## 시험 자격
다음 2가지를 갖춰야 한다.
- 프로젝트 관리 지휘·감독한 경험

시험 신청 이전 8년 이내에, 일정시간 이상의 실무 경험(대졸자：4500시간/고졸자：7500시간 이상)과 일정기간 이상의 프로젝트 관리 경험(대졸자：36개월/고졸자：60개월 이상)이 있는 것. 시험 신청 시는, 이것을 증명하는 서류를 제출할 필요가 있다.
- 공인된 프로젝트 관리 연수 35시간 수강

PMI가 인정한 교육기관에 의한 연수를 35시간 이상 수강하여 수료 증명서를 시험 신청 시에 제출해야 한다.

## 자격의 유지
PMP 자격 취득 후, 3년마다 CCR(Continuing Certification Requirements Program)로 불리는 프로젝트 관리 학습 이행이 요구된다. 학습을 이행하면 PDU로 불리는 단위를 취득할 수 있지만, 자격을 유지하려면 이 PDU를 3년마다 60포인트 이상 취득할 필요가 있다.
취득하지 못한 경우에는 그 다음 해부터 1년간 자격이 일시정지되어 그 사이에 연수 수강 등에서 PDU를 과거의 3년간과 아울러 60포인트 이상 취득하면 자격을 부활시킬 수 있지만, 60 PDU를 취득하지 못하면 PMP 자격은 소실된다.

## 자격현황
전 세계 170개국에 26만5천여명이 활동 중(한국 1만여명)(2013년 기준)이며 세계유수기업이 취득을 적극 장려하고 있으며, 많은 혜택 부여하고 있다.

## 영국의 프로젝트 전문가와 상호 비교
미국에서 개발된 프로젝트 관리 전문가(PMP)의 경우 영국의 프로젝트 전문가(PRINCE2)와 뚜렷하게 지역적 선호도를 확인할 수 있다. 즉 미국 및 캐나다에서는 해당 지역에서 개발된 PMP를 선호하지만 영국 및 유럽, 호주 등의 지역에서는 해당 지역에서 개발된 영국의 프로젝트 전문가(PRINCE2)를 선호하고 있다. 즉 예를 들어 영국이나 유럽지역에서는 PMP를 업무에서 전혀 사용하지 않고 있기에, PMP는 무용지물이 되며, 물론 미국 캐나다 지역에서는 PRINCE2 자격증은 무용지물이 된다. 반면에 중동 및 아시아 지역에서는 미국에서 개발된 프로젝트 관리 전문가(PMP)의 경우와 영국의 프로젝트 전문가(PRINCE2) 등, 두 가지 자격이 모두 적용이 가능하다. 위와 같은 지역적 특성으로 인해서, 해당 프로젝트 관리 전문가를동시에 교육하는 교육 기관에서는 두 가지 자격증을 동시에 취득하도록 권장하기도 한다. 교육 기관에서는 상호 자격증간에 프로젝트 관리 방법의 차이점만에 대한 유튜브 동영상등을 통해서 차이점을 소개하는 것을 찾을 수 있다.

## 같이 보기
- Professional certification
- Professional certification (business)
- 국제재무분석사(CFA)
- 국제재무설계사(CFP)
- 국제가치평가사(ICVS)
- 국제재무위험관리사(FRM)
- 미국 세무사(EA)
- 프로젝트 매니저
- 프로젝트 관리 연구소
- 프로젝트 관리 지식 체계
- 프로젝트 전문가 (영국) PRINCE2